# Classificatiesysteem
Een classificatiesysteem, ook wel een typologie, categorisatie, rubricering of kortweg een classificatie (hoewel deze laatste term ook voor de activiteit van het classificeren wordt gebruikt) is een schema volgens welke men objecten kan indelen naar een of meer eigenschappen of kenmerken. 
Voor objecten (dingen, voorwerpen, begrippen) kunnen de termen classificatiesysteem, typologie en taxonomie nagenoeg als synoniem gebruikt. In de psychologie, informatica/kunstmatige intelligentie worden deze begrippen soms echter wel onderscheiden. Het verschil zit 'm vooral in de manier waarop de indeling tot stand komt: empirisch (taxonomie) of conceptueel (typologie).
Er bestaan verschillende classificatiesystemen. 
Zo zijn er classificaties die dienen om informatie snel te kunnen vinden:
- de internationale classificatiesystemen die in bibliotheken worden gebruikt
  - BBC (Bliss Bibliografische Classificatie)
  - CC (Colon Classificatie)
  - DDC (Dewey Decimale Classificatie)
  - LCC (Library of Congress-Classificatie)
  - UDC (Universele Decimale Classificatie)
- specifieke classificatiesystemen voor het Nederlandse taalgebied
  - NBC (Nederlandse Basisclassificatie) voor wetenschappelijke bibliotheken
  - NUR (Nederlandstalige Uniforme Rubrieksindeling) voor de boekhandel
  - PIM-systeem
  - SISO (Schema voor de Indeling van de Systematische catalogus in Openbare bibliotheken)
  - vereenvoudigd SISO
  - themaplaatsing
  - ZIZO (zonder inspanning zoeken)
- de 'groepen' van zoekmachines op internet

Verder dienen classificaties ook om complexe verschijnselen op een geordende wijze te kunnen analyseren. Door deze ordening van gegevens kan er makkelijker over gecommuniceerd worden. Denk hierbij aan:
- classificatie van organismen (zie ook taxonomie, soort, binominale nomenclatuur)
- classificatie van levensgemeenschappen (zie ook syntaxonomie)
- classificatie van sterren en nevels en gaswolken (Harvard classificatie van sterren, Hertzsprung-Russelldiagram)
- classificatie van windsterkten
- classificatie van psychische aandoeningen (bijvoorbeeld DSM IV)
- het periodiek systeem der elementen
- classificatie van informatie in de informatiebeveiliging (de mate van vertrouwelijkheid)
- de hardheidsschaal van Mohs is een schaal die de relatieve hardheid van een mineraal aangeeft.